# トール山
トール山 （英語: Mount Thor ）は、カナダのヌナブト準州バフィン島にある山。
標高1,675 m。西壁の断崖絶壁の部分は1,250 mあり世界最長である。

## 登頂史
- 1984年 - 日本登攀クラブ米井輝治らが、トール西壁を初登攀。
- 1988年 - 山野井泰史（当時23歳）が8日間で西壁の単独初登攀[1][2]。
- 2006年 - アメリカ合衆国の登山チームが、クライミングロープを使って急な斜面などを安全に降りる登山技術「懸垂下降」の世界記録を樹立。

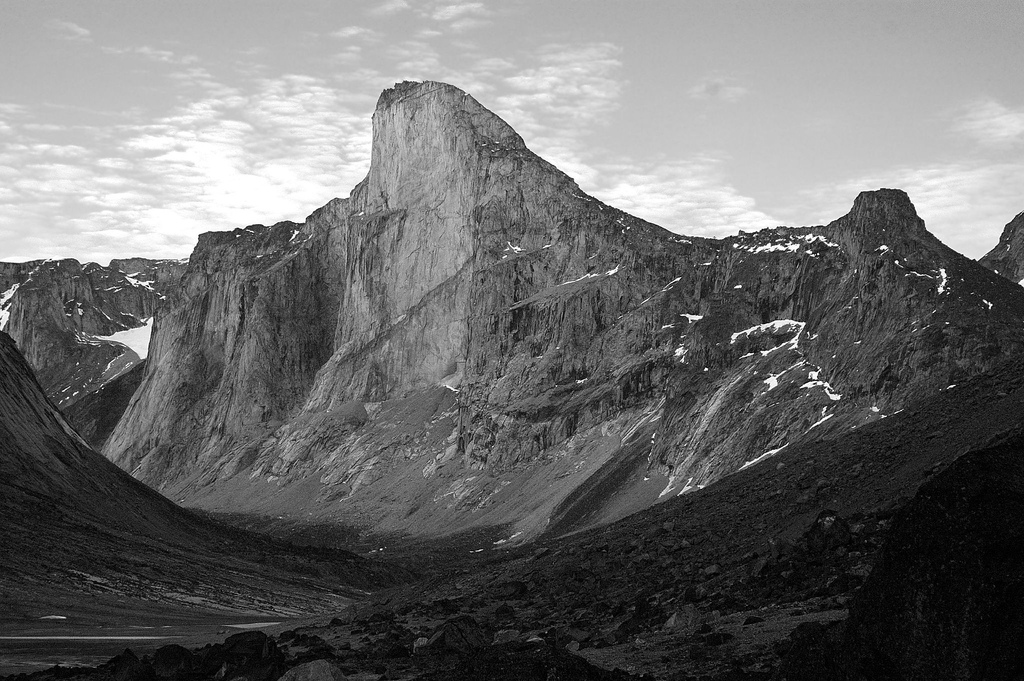
谷から頂上までの全体像

## 関係項目
- ウィキメディア・コモンズには、トール山に関するカテゴリがあります。